# Sender Weinsberg
Der Sender Weinsberg in den Heilbronner Bergen im Stadtgebiet von Weinsberg im baden-württembergischen Landkreis Heilbronn ist eine am 1. Juli 1976 in Betrieb genommene Sendeanlage des Südwestrundfunks (ehemals des Süddeutschen Rundfunks) zur Verbreitung von Hörfunk- und Fernsehsignalen. Als Antennenträger dient ein 70 Meter hoher Stahlbetonturm.

## Geographische Lage
Der Sender Weinsberg liegt auf der Nordkuppe (301,7 m ü. NHN) des Galgenbergs, einer im Rahmen von dessen Südkuppe 312 m hohen Erhebung der Heilbronner Berge zwischen Weinsberg im Osten und Heilbronn im Westen. Die Sendeanlage befindet sich im Weinsberger Gebiet rund 250 m östlich des im Gewann Bürg mit östlich benachbartem Gewann Schnarrenberg gelegenen Nordkuppengipfels auf etwa 295 m Höhe.

## Frequenzen und Programme

### Analoger Hörfunk (UKW)
| Frequenz (MHz) | Programm               | RDS PS   | RDS PI                | Regionalisierung  | ERP (kW) | Antennendiagramm rund (ND)/gerichtet (D) | Polarisation horizontal (H)/vertikal (V) |
| -------------- | ---------------------- | -------- | --------------------- | ----------------- | -------- | ---------------------------------------- | ---------------------------------------- |
| 93,1           | DASDING                | DASDING_ | D3A5                  | –                 | 0,15     | D (70–0°)                                | H                                        |
| 99,5           | SWR4 Baden-Württemberg | SWR4_HN_ | DD04                  | Franken Radio     | 2        | D (10–350°)                              | H                                        |
| 104,7          | bigFM                  | _bigFM__ | D8A9 (regional), D3A9 | Baden-Württemberg | 0,2      | D (80–60°)                               | H                                        |

### Digitaler Hörfunk (DAB)
DAB wird in vertikaler Polarisation und im Gleichwellenbetrieb (SFN) mit anderen Sendern ausgestrahlt.
| Block                  | Programme (Datendienste) | ERP (kW) | Antennen- diagramm rund (ND), gerichtet (D) | Polarisation horizontal (H)/ vertikal (V) | Gleichwellennetz (SFN) |
| ---------------------- | --- | -------- | ------------------------------------------- | ----------------------------------------- | --- |
| 9D SWR BW N (D__00234) | DAB+ Block des SWR - SWR1 BW (112 kbps) - SWR Kultur (128 kbps) - SWR3 (Rheinland bis Bodensee) (112 kbps) - SWR4 HN (Studio Heilbronn) (112 kbps) - SWR4 KA (Studio Karlsruhe) (112 kbps) - SWR4 MA (Studio Mannheim) (112 kbps) - SWR4 S (Studio Stuttgart) (112 kbps) - SWR4 UL (Studio Ulm) (112 kbps) - SWR Aktuell (72 kbps) - DASDING (112 kbps) - EPG (24 kbps) - TPEG (16 kbps) | 3        | ND                                          | V                                         | Aalen, Baden-Baden (Merkur), Bad Mergentheim (Am Kettenwald), Buchen (Odenwald), Ettlingen (Wattkopf), Hardberg, Heidelberg (Königstuhl), Heidenheim-Osterholz, Heilbronn (Weinsberg), Herbrechtingen, Langenbrand, Mannheim-Oststadt, Mühlacker, Murgtal (Draberg), Geislingen (Oberböhringen), Schwäbisch Gmünd, Stuttgart (Fernsehturm), Stuttgart (Funkhaus), Waldenburg (Friedrichsberg), Wertheim |

### Digitales Fernsehen (DVB-T)
Bis zum Umstieg auf DVB-T2 wurden folgende Bouquets im Gleichwellenbetrieb abgestrahlt:
| Kanal | Frequenz (MHz) | Multiplex                       | Programme im Multiplex                                                                                      | ERP (kW) | Antennen- diagramm rund (ND)/ gerichtet (D) | Polarisation horizontal (H)/ vertikal (V) | Modulations- verfahren | FEC | Guard- intervall | Bitrate (Mbit/s) | Gleichwellennetz (SFN)                                     |
| ----- | -------------- | ------------------------------- | --- | -------- | ------------------------------------------- | ----------------------------------------- | ---------------------- | --- | ---------------- | ---------------- | ---------------------------------------------------------- |
| 23    | 490            | ZDFmobil                        | - ZDF - 3sat - ZDFinfo - KiKA (6–21 Uhr) / ZDFneo (21–6 Uhr)                                                | 5        | ND                                          | H                                         | 16-QAM (8-k-Modus)     | 2/3 | 1/4              | 13,27            | Heilbronn, Löffelstelzen, Waldenburg, Aalen, Oberböhringen |
| 26    | 514            | ARD Digital                     | - Das Erste (SWR) - arte - Phoenix - One                                                                    | 5        | ND                                          | H                                         | 16-QAM (8-k-Modus)     | 2/3 | 1/4              | 13,27            | Heilbronn, Löffelstelzen, Waldenburg                       |
| 50    | 706            | SWR-Bouquet 2 Baden-Württemberg | - SWR Fernsehen Baden-Württemberg - hr-fernsehen - BR Fernsehen (Schwaben/Altbayern) - WDR Fernsehen (Köln) | 5        | ND                                          | H                                         | 16-QAM (8-k-Modus)     | 2/3 | 1/4              | 13,27            | Heilbronn, Löffelstelzen, Waldenburg, Aalen, Oberböhringen |

### Digitales Fernsehen (DVB-T2)
Am 24. Oktober 2018 wurde der Regelbetrieb von DVB-T2 HD aufgenommen. Seitdem senden im DVB-T2-Standard die Programme der ARD (SWR-Mux) und ZDF im HEVC-Videokodierverfahren und in Full-HD-Auflösung. Der Betreiber Freenet TV strahlt drei Multiplexe aus.
Die DVB-T2 HD-Ausstrahlungen sind im Gleichwellenbetrieb (Single Frequency Network) mit anderen Sendestandorten.
| Kanal | Frequenz (in MHz) | Multiplex          | Programme im Multiplex | ERP (in kW) | Antennen- diagramm rund (ND)/ gerichtet (D) | Polari- sation horizontal (H)/ vertikal (V) | Modulations- verfahren | FEC | Guard- intervall | Bitrate (in MBit/s) | SFN |
| ----- | ----------------- | ------------------ | --- | ----------- | ------------------------------------------- | ------------------------------------------- | ---------------------- | --- | ---------------- | ------------------- | --- |
| 23    | 490               | ZDFmobil           | - ZDF HD - ZDFneo HD - ZDFinfo HD - KiKA HD - 3sat HD                                                                         | 5           | ND                                          | H                                           | 64-QAM                 | 3/5 | 19/128           | ?                   | Aalen, Stuttgart (Frauenkopf), Reutlingen (Scheibengipfel), Weinsberg, Waldenburg                           |
| 24    | 498               | freenet3           | - Bibel TV - Disney Channel HD - DMAX HD - Eurosport HD - HSE24 HD - nickelodeon HD - QVC HD - WELT HD                        | 5           | ND                                          | H                                           | 64-QAM                 | 2/3 | 1/16             | ?                   | Weinsberg, Heidelberg-Königstuhl, Karlsruhe-Grünwettersbach, Mannheim, Langenbrand                          |
| 28    | 530               | ARD regional (SWR) | - SWR Fernsehen BW HD - BR Fernsehen HD - hr-fernsehen HD - WDR Fernsehen HD                                                  | 5           | ND                                          | H                                           | 64-QAM                 | 3/5 | 19/256           | 24,5                | Aalen, Stuttgart (Frauenkopf), Reutlingen (Scheibengipfel), Weinsberg, Waldenburg                           |
| 32    | 562               | ARD Digital (SWR)  | - Das Erste HD - One HD - tagesschau24 HD - phoenix HD - arte HD                                                              | 5           | ND                                          | H                                           | 64-QAM                 | 3/5 | 19/256           | 24,5                | Aalen, Stuttgart (Frauenkopf), Reutlingen (Scheibengipfel), Weinsberg, Waldenburg                           |
| 35    | 586               | freenet1           | - n-tv HD - RTL HD - RTL II HD - Nitro HD - Super RTL HD - Tele 5 HD - VOX HD - multithek (HbbTV-Dienst mit mehreren Streams) | 5           | ND                                          | H                                           | 64-QAM                 | 2/3 | 1/16             | ?                   | Weinsberg, Baden-Baden Fremersberg, Heidelberg-Königstuhl, Karlsruhe-Grünwettersbach, Mannheim, Langenbrand |
| 44    | 658               | freenet2           | - Kabel eins HD - ProSieben HD - ProSieben Maxx HD - Sat.1 Gold HD - Sat.1 HD - Sixx HD - Sport1 HD                           | 5           | ND                                          | H                                           | 64-QAM                 | 2/3 | 1/16             | ?                   | Weinsberg, Baden-Baden Fremersberg, Heidelberg-Königstuhl, Karlsruhe-Grünwettersbach, Mannheim, Langenbrand |

### Analoges Fernsehen (PAL)
Bis zur Umstellung auf DVB-T am 14. Oktober 2009 diente der Sender Weinsberg weiterhin für analoges Fernsehen:
| Kanal | Frequenz (MHz) | Programm        | ERP (kW) | Sendediagramm rund (ND)/ gerichtet (D) | Polarisation horizontal (H)/ vertikal (V) |
| ----- | -------------- | --------------- | -------- | -------------------------------------- | ----------------------------------------- |
| 49    | 695,25         | Das Erste (SWR) | 10       | ND                                     | H                                         |